# Trung tâm Đoàn kết Châu Âu

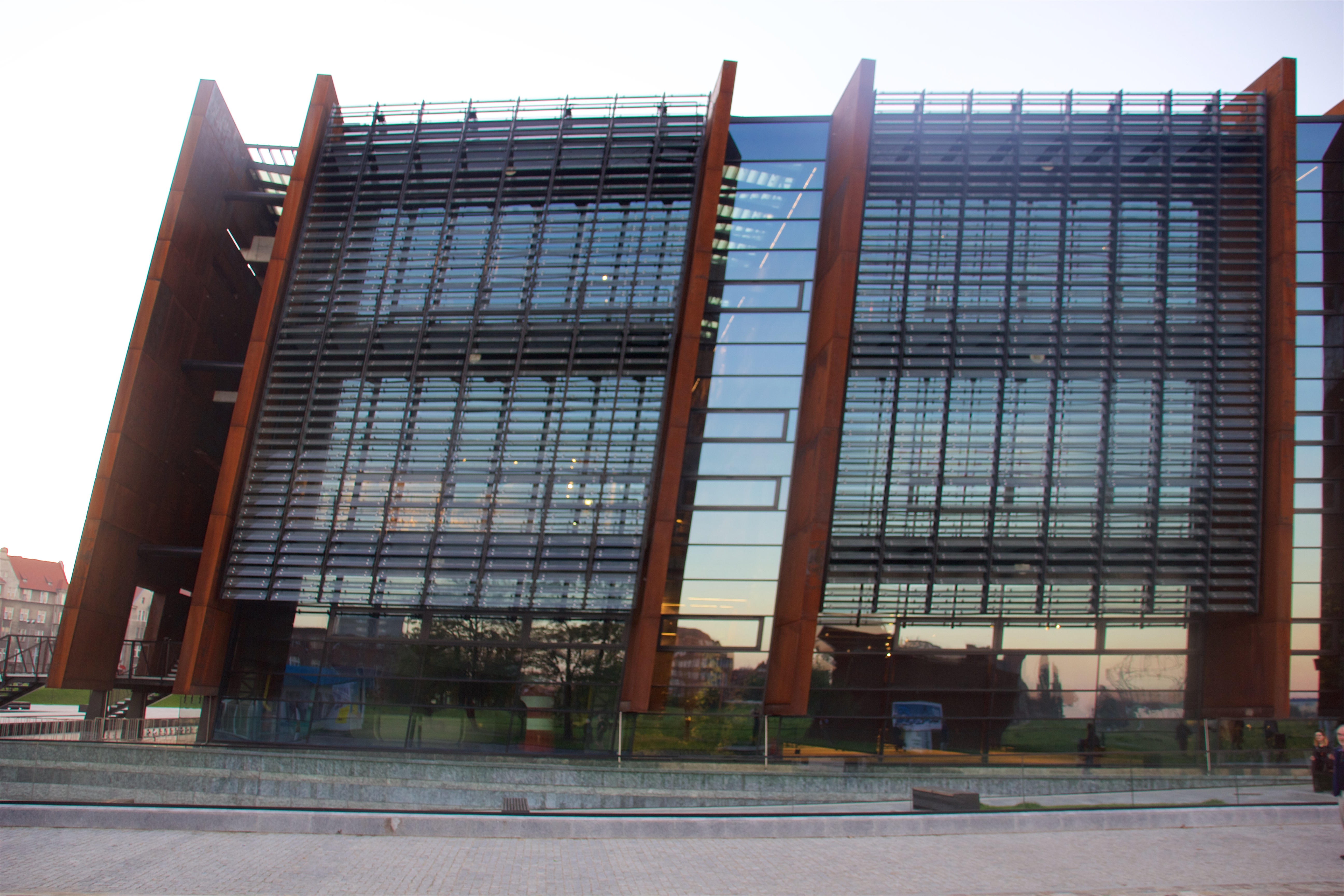
Trung tâm năm 2015

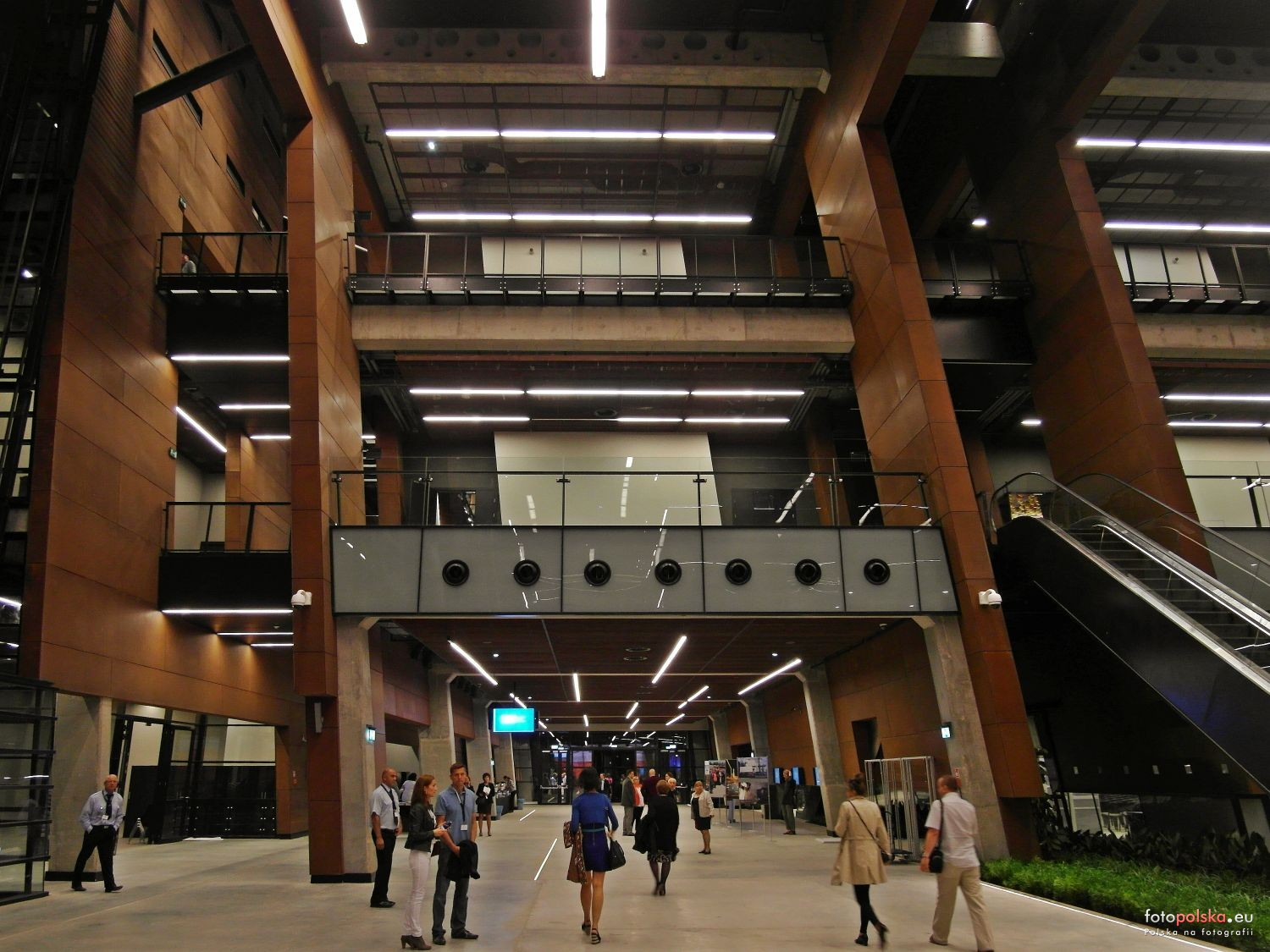
Nội thất của Trung tâm đoàn kết châu Âu

Trung tâm Đoàn kết Châu Âu (tiếng Ba Lan: Europejskie Centrum Solidarności) là một bảo tàng và thư viện ở Gdańsk, Ba Lan, để trình bày về lịch sử Công đoàn Đoàn kết, phong trào công đoàn và kháng chiến dân sự Ba Lan và các phong trào đối lập khác của Đông Âu Cộng sản. Nó được mở cửa vào ngày 31 tháng 8 năm 2014.

## Lịch sử
Thiết kế của tòa nhà, bởi công ty FORT Architects của Ba Lan, là người chiến thắng trong một cuộc thi quốc tế được tổ chức vào năm 2007. Những bức tường gợi lên hình ảnh những chiếc thân tàu được đóng tại Nhà máy đóng tàu Gdańsk. Xây dựng bắt đầu vào năm 2010. Nó được hoàn thành với chi phí 229 triệu złoty, trong đó 113 triệu złoty  (38,4 triệu euro)  được cung cấp bởi Liên minh châu Âu và phần còn lại tại địa phương.

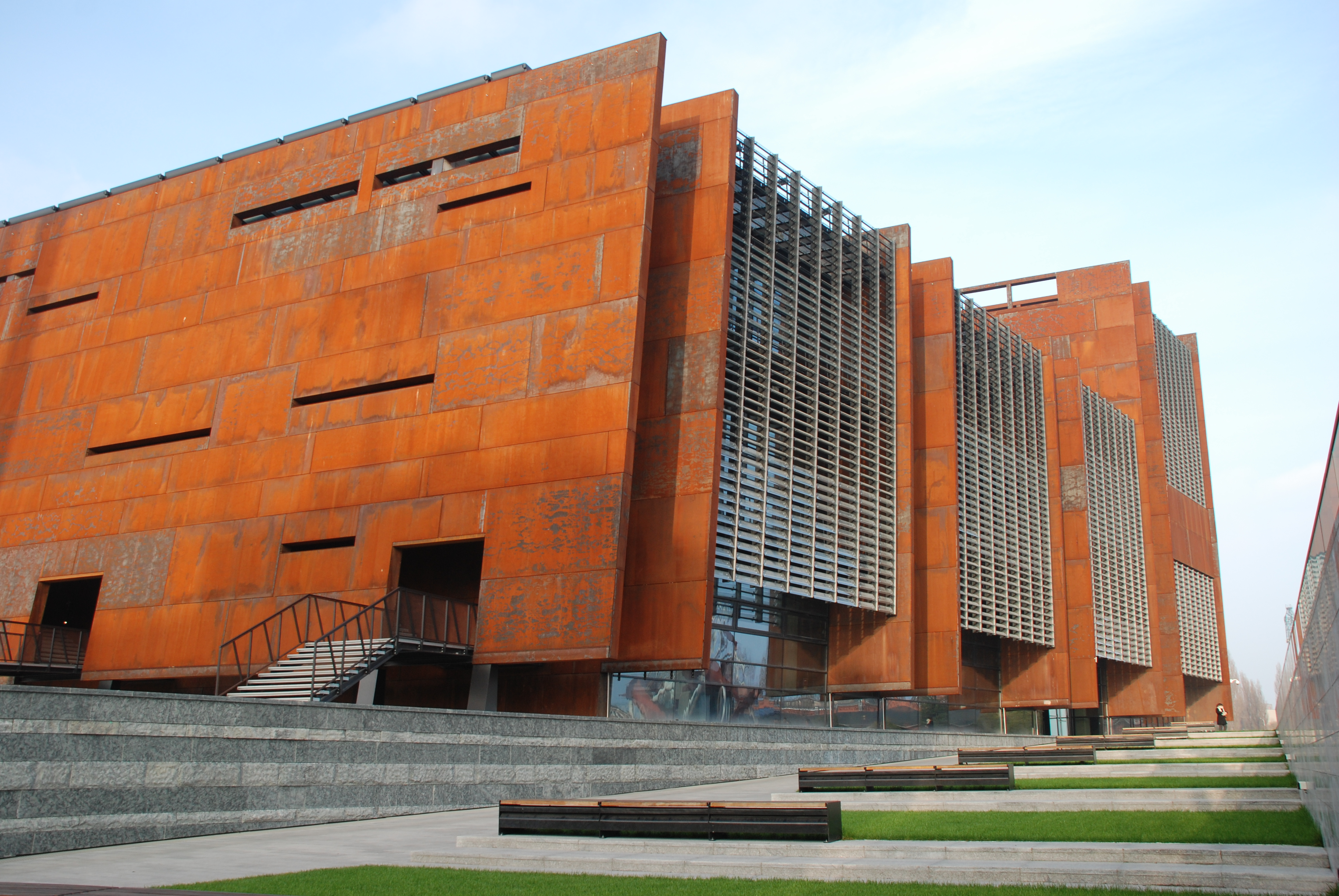
Một góc nhìn trong năm 2014

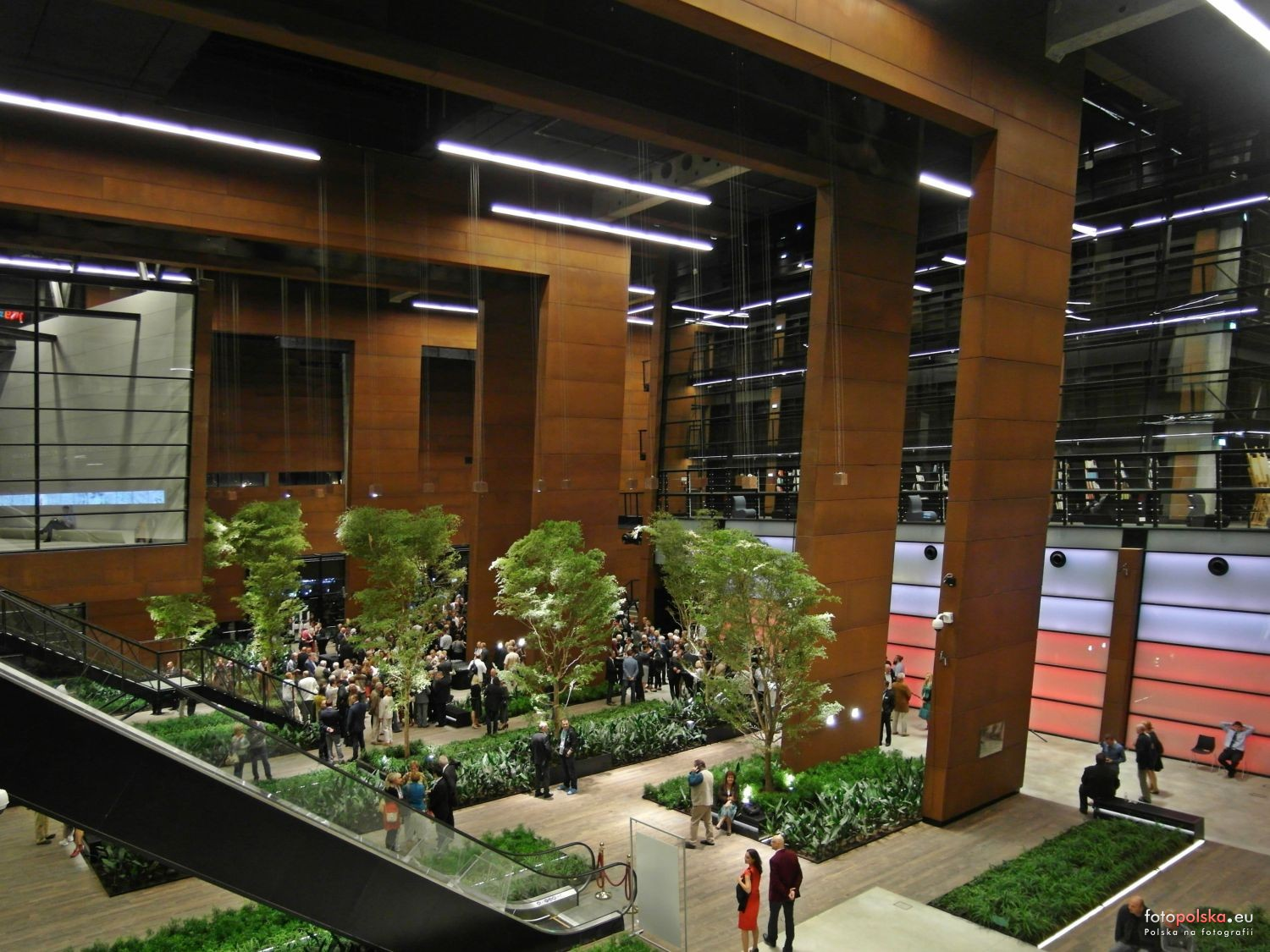
Khu vực trung tâm của Trung tâm Đoàn kết Châu Âu

Lễ khai mạc diễn ra vào ngày 31 tháng 8 năm 2014, nhân kỷ niệm ngày ký Thỏa thuận Gdańsk, chiến thắng năm 1980 cho các công nhân đóng tàu nổi bật dẫn đến sự thành lập của Công đoàn Đoàn kết. Buổi lễ có sự tham gia của Lech Wałęsa, người đồng sáng lập Đoàn kết và sau đó là Tổng thống Ba Lan, Tổng thống Ba Lan Bronisław Komorowski và Chủ tịch Đoàn kết Piotr Duda. Trước đó nơi đây được tổ chức như một Ngày của Công dân, trong đó hơn 12.000 thành viên Đoàn kết cũ và những người khác đã tham gia.
Trung tâm trao tặng Huân chương Lòng biết ơn cho những người nước ngoài đã hỗ trợ phe đối lập Ba Lan với Chủ nghĩa Cộng sản.

## Bộ sưu tập
Triển lãm thường trực của trung tâm có khoảng 2.000 triển lãm và thư viện chứa khoảng 100.000 cuốn sách và tài liệu. Trung tâm cũng có một trung tâm nghiên cứu và học thuật và tiến hành các hoạt động giáo dục, cũng như cung cấp không gian cho các hội nghị và triển lãm tạm thời.